# Dioscorea poilanei
Dioscorea poilanei är en enhjärtbladig växtart som beskrevs av David Prain och Isaac Henry Burkill. Dioscorea poilanei ingår i släktet Dioscorea och familjen Dioscoreaceae. Inga underarter finns listade i Catalogue of Life.